# Downsizing (meccanica)
Il Downsizing è un termine, in campo automobilistico, dove si predilige l'utilizzo di motori meno potenti (relativamente) in modo da indurre un utilizzo del motore nella zona a maggiore efficienza (minor rapporto g/kWh), riducendo di fatto il consumo e l'inquinamento ambientale. Bisogna considerare che la richiesta di potenza è molto variabile a seconda del carico, velocità e pendenza stradale, di conseguenza il motore deve avere un'ampia zona ad alto rendimento, altrimenti si ottimizza l'utilizzo sono in determinate condizioni operative.
Questa soluzione è stata applicata tramite l'utilizzo di un motore di cilindrata ridotta, solitamente abbinato ad un turbocompressore di nuova generazione, così da renderlo capace di esprimere prestazioni confrontabili o migliori rispetto a propulsori di cilindrata superiore, ma con consumi ed emissioni inferiori. Questo progetto motoristico viene utilizzato maggiormente nei motori a benzina di nuova concezione.

## Adozione

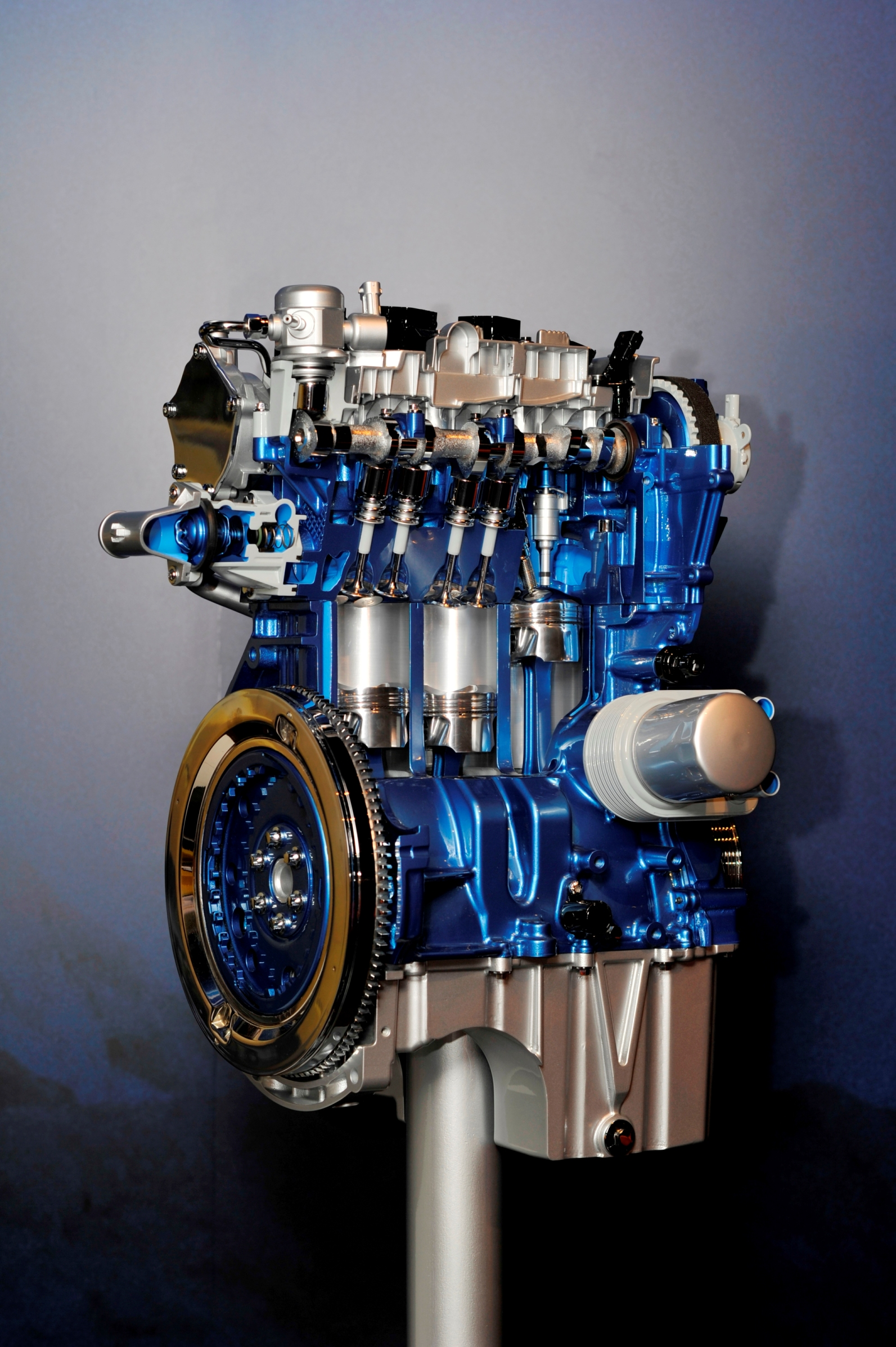
Motore Ford EcoBoost tre cilindri da 1.0 litro, tipico esempio di un propulsore nato dal "downsizing"

Esempi di questa tendenza sono il motore bicilindrico SGE (Small Gasoline Engine) della FIAT, dalla cilindrata di 875 cm³ dotato di turbo e con il sistema Multiair, che consente una forte riduzione dei consumi e, di conseguenza, delle emissioni di CO2, rispettando i limiti di emissioni Euro 5 ed Euro 6, con prestazioni pari ai motori di cilindrata maggiore.
Una delle prime case ad adottare questa strategia motoristica è stata la Ford con la famiglia di motori EcoBoost, con motori 1.0 a 3 cilindri sia turbocompressi che aspirati.
Anche Volkswagen, con i motori TSI (Turbocharged Stratified Injection) punta sul downsizing. Il motore più recente è il 1.2 litri TSI, montato sulle Polo e Golf. Il 1.2 TSI esprime la stessa potenza di 77 kW dei suoi predecessori da 1598 cm³ partendo da una cilindrata di soli 1197 cm³, con migliore coppia e minori consumi.
Nelle berline di classe superiore, ai motori a 6 cilindri si stanno affiancando unità di circa due litri a 4 cilindri dotate di turbo con potenze analoghe, che coprono il raggio di potenza che va dai circa 180 ai 300 CV. Questo approccio è stato seguito da case automobilistiche come Porsche, Audi, Mercedes e BMW, in particolare quest'ultima ha organizzato un'economia di scala con unità dotate tutte di cilindri da 500 cm³, per formare motori tutti turbocompressi da 1.5 litri 3 cilindri, da 2.0 litri 4 cilindri e da 3.0 litri 6 cilindri con gran parte della componentistica condivisa nonostante le cilindrate differenti, per risparmiare e aumentare l'efficienza industriale nella loro produzione e per abbattere i costi di sviluppo e manutenzione, avendo i propulsori molte parti in comune.

## Rightsizing
In controtendenza rispetto alla concorrenza, incline a montare sulle vetture utilitarie e di segmento B motori con cilindrata ridotta e dotate di turbo (cioè il cosiddetto downsizing), la Mazda ha scelto la strada del Rightsizing, ovvero un'ottimizzazione e aumento dell'efficienza dei propulsori già esistenti, con l'utilizzo di un motore con tecnologia denominata dalla casa nipponica Skyactive; ciò viene applicato a tutta la gamma motoristica sia benzina che diesel della casa giapponese come ad esempio al quattro cilindri 1.5 aspirato a ciclo otto, comprensivo del sistema start e stop e della frenata rigenerativa. La mancanza di una turbina nei motori a benzina, il peso relativamente ridotto del motore e un rapporto di compressione basso favoriscono la diminuzione dei consumi di carburante e limitano le pressioni e le temperature interne durante la combustione, riducendo conseguenzialmente le sostanze inquinanti.